# 住吉神社 (徳島市)
住吉神社（すみよしじんじゃ）は、徳島県徳島市住吉に鎮座する神社。

## 歴史
1300年（正安2年）に阿波国に遷座。その後、阿波国守護細川家によって渭山（城山）東側の麓にて護持。1586年（天正14年）に蜂須賀家政の入国より37年間城内鎮守として崇敬された。
1623年（元和9年）、蜂須賀忠英が藤五郎島と言われていた現在地に遷座し、住吉島と改める。1642年（寛永18年）、住吉神社の南隣に蓮花寺を移転し、住吉神社の別当寺とした。

## 祭神
- 底筒男命・中筒男命・表筒男命[2]

## 境内社
- 蛭子神社
- 天神社
- 春日神社
- 隅野神社
- 氷川神社
- 稲荷神社

## 交通
- JR徳島線「徳島駅」下車、車で約20分。